# إستر أفريريل
إستر أفريريل (بالإنجليزية: Esther Averill)‏ هي كاتبة للأطفال وكاتِبة أمريكية، ولدت في 24 يوليو 1902 في بريدجبورت في الولايات المتحدة، وتوفيت في 19 مايو 1992 في نيويورك في الولايات المتحدة.